# Mayumana
Mayumana (en hebreu: מיומנה) és un grup de dansa i percussió nascut a Israel fundat per Eylon Nuphar, Boaz Berman i el productor Roy Oferen l'any 1997 (encara que la idea va sorgir en l'any 1996) a Tel-Aviv, Israel. Encara que el grup va néixer a Israel els seus components són de diverses nacionalitats. El nom ve de la paraula hebrea Mayumanut, מיומנות, que vol dir: habilitat i destresa.
Els seus espectacles són de teatre, dansa i percussió units. Les coreografies que realitzen són de gran vitalitat. La percussió la solen realitzar sobre objectes pintorescs com a contenidors d'escombraries i altres objectes reciclats. També creen les seves danses segons al tipus de ritme, encara que no en totes és necessari, ja que fan servir llums o coses més cridaneres. La seva popularitat i l'atractiu de les seves representacions els ha portat a protagonitzar un anunci televisiu de Coca-Cola.
Després dels seus primers èxits el grup es va proposar tenir el seu propi lloc per actuar i van adquirir un magatzem a la ciutat de Jaffa i ho van transformar en un teatre de 400 localitats anomenat "La casa Mayumana" (The Mayumana house). El teatre es va convertir en un dels més actius de l'àrea de Tel-Aviv.
El grup té una trajectòria de 20 anys d'activitat, amb més de 156.000 exhibicions i 4.000 espectadors en més de 20 països al voltant del món. Des de l'any 1995 el grup (que va començar amb 4 membres i en l'actualitat compta amb més de 800 artistes de tots els punts del planeta) ha estat constantment de gira.
També han desenvolupat altres espectacles com ADRABA, que està dirigit al públic infantil i BEJUNTOS en el qual les seves representacions giren entorn d'èxits musicals. També han fet el RUMBA, una obra amb les cançons del grup Estopa.
L'objectiu comercial de Mayumana ha estat sempre Nova York en el qual a partir de l'any 2007 s'estableix amb un grup triat d'entre 9,000 aspirants de tot el món. En l'any 2007 van participar en el festival de la cançó de Viña del Mar, a Xile, durant la nit inaugural.